# Vlag van Haaksbergen

Vlag van de gemeente Haaksbergen

De vlag van Haaksbergen is op 21 maart 1962 bij raadsbesluit vastgesteld als officiële vlag van de Overijsselse gemeente Haaksbergen. De vlag kan als volgt worden beschreven:
Twee banen van gelijke hoogte in rood en blauw, met over het geheel een omgekeerd pentagram van gele lijnen.
De kleuren rood en geel en het pentagram zijn ontleend aan het gemeentewapen; de blauwe kleur staat voor de Schipbeek. Het ontwerp was van H.G.M. Schulten, voormalig raadslid.

## Verwante afbeelding

Wapen van Haaksbergen

Almelo 
· Borne 
· Dalfsen 
· Deventer 
· Dinkelland 
· Enschede 
· Haaksbergen 
· Hardenberg 
· Hellendoorn 
· Hengelo 
· Hof van Twente 
· Kampen 
· Losser 
· Oldenzaal 
· Olst-Wijhe 
· Ommen 
· Raalte 
· Rijssen-Holten 
· Staphorst 
· Steenwijkerland 
· Tubbergen 
· Twenterand 
· Wierden 
· Zwartewaterland 
· Zwolle